# Bretán Endre
Bretán Endre (Szombathely, 1917. július 7. – 1996.) magyar színész, operaénekes (basszbariton).

## Életpályája
Szülei: Bretán Miklós operaénekes (1887–1968) és Osvát Nóra voltak. Tanulmányait 1936–1940 között végezte Bukarestben, az Academia de Muzica si Arta Dramatica hallgatójaként. 1944–1945 között a kolozsvári Román-Magyar Színház tagja volt. 1945–1947 között a Nemzeti Színházban játszott. 1948-ban a kolozsvári Állami Magyar Színház tagja volt. 1948–1975 között a Kolozsvári Állami Magyar Opera magánénekese volt.
Operettekben is gyakran fellépett. Sírja a Házsongárdi temetőben található.

## Színházi szerepei
- D’Albert: A hegyek alján – Tommaso
- Kálmán I.: A csárdáskirálynő – Ferdinánd főherceg
- Verdi: Nabucco – Főpap
- Déry T.: Tükör – Viktor
- Loewe–Lerner: My Fair Lady – Pickering